# Gladiolus aquamontanus
Gladiolus aquamontanus är en irisväxtart som beskrevs av Peter Goldblatt. Gladiolus aquamontanus ingår i släktet sabelliljor, och familjen irisväxter. Inga underarter finns listade i Catalogue of Life.